# استادان عروسکی (فیلم ۱۹۹۴)
استادان عروسکی (به انگلیسی: The Puppet Masters) یک فیلم سینمایی آمریکایی در ژانر علمی تخیلی محصول سال ۱۹۹۴ میلادی، به قلم نویسندگی تد الیوت، تری روسیو و دیوید اس. گویر از رمان رابرت آنسون. هاین لاین در سال ۱۹۵۱ با همین عنوان، که در آن سه نفر از نمایندگان دولت آمریکا وجود دارد. تلاش برای خنثی کردن حمله پنهانی به زمین. بیگانه.

## بازیگران
- دونالد ساترلند درنقش اندرو نیونز (پیرمرد)
- اریک تال به عنوان سام نیونز
- جولی وارنر درنقش مری سفتون
- کیت دیوید به عنوان الکس هلند
- ویل پاتون به عنوان دکتر گریوز
- ریچارد بلزر به عنوان جارویس
- تام میسون به عنوان رئیس‌جمهور داگلاس
- یافت کوتو درنقش رسلر
- سام اندرسون به عنوان کولبرتسون
- جی پاتریک مک کورماک به عنوان گیدن
- مارشال بل به عنوان ژنرال مورگان
- نیکلاس کاسکون به عنوان گرینبرگ
- بروس جارچو به عنوان بارنز
- بنیامین موتون به عنوان هیگینز
- دیوید پاسکی به عنوان وارگاس
- اندرو رابینسون در نقش هاثورن
- Benj Thall به عنوان جف
- ویلیام ولمن ، دکتر به عنوان دکتر
- دیل دای به عنوان برند
- جان سی کوک به عنوان ستوان ابی
- مایکل شاموس ویلس به عنوان سرو. ارلی[۳]